# راديو وتلفزيون يوغوسلافيا
راديو وتلفزيون يوغوسلافيا ( Jugoslavenska radiotelevizija /Југославенска радиотелевизија أو Jugoslavenska radio-televizija /Југославенска радио-телевизиа؛ جيه أر تي / جيه بي تي ) كان نظام البث العام الوطني في جمهورية يوغوسلافيا الاتحادية الاشتراكية السابقة المنحلة حالياً . كان يتألف من ثمانية مراكز فرعية للبث الإذاعي والتلفزيوني، وكان مقر كل منها في واحدة من الجمهوريات الست المكونة ليوغوسلافيا ومقاطعتين تتمتعان بالحكم الذاتي .

## تاريخ الشبكة
كانت إذاعات جيه آر تي أحد الأعضاء المؤسسين لاتحاد البث الأوروبي ، وكانت جمهورية يوغوسلافيا الاتحادية الاشتراكية الدولة الاشتراكية الوحيدة بين الأعضاء المؤسسين للاتحاد.
ومن بين الأنشطة الأخرى، نظمت جيه آر تي النهائي الوطني اليوغوسلافي لمسابقة الأغنية الأوروبية وبثت كلا الحدثين للجمهور اليوغوسلافي.
كان كل مركز تلفزيوني ينشئ برمجته الخاصة بشكل مستقل، وكان بعضها يشغل عدة قنوات. وقد انتهى النظام أثناء تفكك يوغوسلافيا في أوائل تسعينيات القرن العشرين عندما أصبحت معظم الجمهوريات دولاً مستقلة. ونتيجة لذلك، أصبحت مراكز البث دون الوطنية في السابق هيئات بث عامة للدول المستقلة حديثًا، مع أسماء مختلفة:
| الوحدة الفيدرالية           | المقر الرئيسي | تأسست كـ               | إطلاق التلفزيون | المذيع في الوقت الحاضر                |
| --------------------------- | ------------- | ---------------------- | --------------- | ------------------------------------- |
| جمهورية البوسنة والهرسك     | سراييفو       | آر تي في سراييفو       | 1961            | إذاعة وتلفزيون البوسنة والهرسك (BHRT) |
| جمهورية كرواتيا الاشتراكية  | زغرب          | ار تي في زغرب          | 1956            | الإذاعة والتلفزيون الكرواتي (HRT)     |
| جمهورية مقدونيا الاشتراكية  | سكوبيه        | ار تي في سكوبيه        | 1964            | الإذاعة والتلفزيون المقدونية (MRT)    |
| جمهورية الجبل الأسود        | تيتوغراد      | قناة أر تي في تيتوجراد | 1971            | إذاعة وتلفزيون الجبل الأسود (RTCG)    |
| صربيا الصربية               | بلغراد        | ار تي في بلغراد        | 1958            | إذاعة وتلفزيون صربيا (RTS)            |
| جمهورية سلوفينيا الاشتراكية | ليوبليانا     | أر تي في ليوبليانا     | 1958            | راديو وتلفزيون سلوفينيا (RTVSLO)      |
| SAP كوسوفو                  | بريشتينا      | آر تي في بريشتينا      | 1975            | إذاعة وتلفزيون كوسوفو (RTK)[a]        |
| SAP فويفودينا               | نوفي ساد      | آر تي في نوفي ساد      | 1975            | راديو وتلفزيون فويفودينا (RTV)        |

أ.^لا تزال قناة أر تي في بريستينا موجودة قانونيًا في صربيا ككيان خامل بسبب النزاع الإقليمي المستمر 

## الترددات
ترددات قناة جيه أر تي:
- 1956: زغرب 1
- 1958: بلغراد 1
- 1958: ليوبليانا 1
- 1961: سراييفو 1
- 1964: سكوبيه 1
- 1970: ليوبليانا 2
- 1971: كوبر – كابوديستريا
- 1971: تيتوغراد
- 1971: بلغراد 2
- 1972: زغرب 2
- 1975: نوفي ساد
- 1975: بريشتينا
- 1977: سراييفو 2
- 1978: سكوبيه 2
- 1979: انقسام (تجارب؛ أصبح مركز أر تي في التابع لـ أر تي في زد في عام 1980)
- 1988: زغرب 3، برامج تتابع الأقمار الصناعية (عادةً إن بي سي أوروبا و

سكاي وان )؛ بدأ البرنامج الكامل في عام 1989 باسم زد 3
- 1989: بلغراد 3كيه ، نفس زغرب 3؛ البرنامج الكامل من يوليو 1989
- 1989: 3بي نوفي ساد (تقاسم الوقت مع بيوجراد 3)
- 1989: سراييفو 3، مثل بلغراد 3K وزغرب 3
- 1991: نوفي ساد بلس
- 1991: سكوبيه 3، مثل بلغراد 3K وزغرب 3
- 1991: تيتوجراد 3K، مثل جميع القنوات الثالثة المذكورة

## أنظر أيضاً
- يوتل (1990-1992)، نشرة إخبارية
- رابطة الإذاعة والتلفزيون العامة (2001–2006، صربيا والجبل الأسود)

## روابط خارجية
- https://yugoslav-radio-television.com/ نسخة محفوظة 27 November 2018 على موقع واي باك مشين.